# (3190) Apoixanski
Apoixanski és l'asteroide número 3190. Forma part del cinturó principal. Va ser descobert per l'astrònoma Liudmila Juravliova des de l'observatori de Naütxni (Ucraïna), el 26 de setembre de 1978.